# 蔦 (樅型駆逐艦)
| 1940年、呉で撮影された第35号哨戒艇(旧「蔦」) | |
| 艦歴                                         | |
| 計画                                         | 1918年度 |
| 起工                                         | 1920年10月16日 |
| 進水                                         | 1921年5月9日 |
| 就役                                         | 1921年6月30日 |
| その後                                       | 1940年4月1日哨戒艇編入、第三十五号哨戒艇と改名 1941年高速輸送艦に改造 1942年9月2日空爆で沈没                      |
| 除籍                                         | 1943年2月10日 |
| 性能諸元（計画）                             | |
| 排水量                                       | 基準：公表値 770トン 常備：850.00トン                                                                             |
| 全長                                         | 全長：290 ft 0 in (88.39 m) 水線長：280 ft 0 in (85.34 m) 垂線間長：275 ft 0 in (83.82 m)                         |
| 全幅                                         | 26 ft 0 in (7.92 m)または7.93m                                                                                    |
| 吃水                                         | 8 ft 0 in (2.44 m)                                                                                                |
| 深さ                                         | 16 ft 3 in (4.95 m)                                                                                               |
| 推進                                         | 2軸 x 400rpm 直径 8 ft 6 in (2.59 m)、ピッチ3.378m または直径2.565m、ピッチ3.353m                                 |
| 機関                                         | 主機：ブラウン・カーチス式オールギアードタービン(高低圧) 2基 出力：21,500shp ボイラー：ロ号艦本式缶(重油専焼) 3基 |
| 速力                                         | 36ノット |
| 燃料                                         | 重油240トン |
| 航続距離                                     | 3,000カイリ / 14ノット                                                                                            |
| 乗員                                         | 計画乗員 107名 竣工時定員 110名                                                                                   |
| 兵装                                         | 45口径三年式12cm砲 単装3門 三年式機砲 2挺 53cm連装発射管 2基4門 魚雷8本                                           |
| 搭載艇                                       | 内火艇1隻、18ftカッター2隻、20ft通船1隻                                                                           |
| 備考                                         | ※トンは英トン |

蔦（つた）は、大日本帝国海軍の駆逐艦で、樅型駆逐艦の14番艦である。同名艦に橘型駆逐艦の「蔦」があるため、こちらは「蔦 (初代)」や「蔦I」などと表記される。

## 艦歴
1920年（大正9年）10月16日、神戸川崎造船所で起工。1921年（大正10年）5月9日午前7時30分進水。同年6月30日竣工。
1937年（昭和12年）から1938年（昭和13年）まで、日中戦争において華北沿岸の作戦に参加した。
1940年（昭和15年）4月1日、哨戒艇に類別変更。第三十五号哨戒艇に改称。
太平洋戦争において南方で海上護衛、哨戒作戦に従事。1942年（昭和17年）9月2日、ニューギニア輸送作戦中、ビコリア島北東で米軍機の空爆により沈没。1943年（昭和18年）2月10日に除籍。

## 艦長
※『日本海軍史』第9巻・第10巻の「将官履歴」及び『官報』に基づく。
艤装員長
- 斎藤直彦 少佐：1921年4月30日[9] -

駆逐艦長
- 斎藤直彦 少佐：1921年7月1日[10] - 1921年12月1日[11]
- 大熊政吉 少佐：1921年12月1日 - 1922年12月1日
- 郷田喜一郎 少佐：1922年12月1日[12] - 1923年6月1日[13]
- 竹下志計理 少佐：1923年6月1日 - 1923年10月15日
- 佐倉武夫 少佐：1923年10月15日 - 1924年5月10日
- 五藤存知 少佐：1924年5月10日 - 1925年12月1日
- 多田武雄 少佐：1925年12月1日 - 1926年4月20日
- 大藤正直 少佐：1926年4月20日[14] - 1926年12月1日[15]
- 宮武重敏 少佐：1926年12月1日[15] - 1928年12月10日[16]
- 早川幹夫 少佐：1928年12月10日 - 1929年11月30日
- 勝原満好 少佐：1929年11月30日[17] - 1930年12月1日[18]
- （兼）村上暢之助 少佐：1930年12月1日 - 1931年11月2日
- （兼）佐々木丙二 大尉：1931年11月2日[19] - 1931年12月1日[20]
- 浜野元一 少佐：1931年12月1日[20] - 1932年3月10日[21]
- 小山猛男 大尉：1932年3月10日[21] - 1933年11月1日[22]
- 成冨武光 大尉：1933年11月1日[22] - 1935年11月15日[23]
- （兼）宇垣環 少佐：1935年11月15日[23] - 1936年5月26日[24]
- （兼）愛甲文雄 大尉：1936年5月26日[24] - 1936年12月1日[25]
- （兼）上杉義男 少佐：1936年12月1日[25] - 1937年4月6日[26]
- 上杉義男 少佐：1937年4月6日[26] - 1937年11月15日[27]
- 青木久治 少佐：1937年11月15日[27] - 1938年2月21日[28]
- 岩上次一 少佐：1938年2月21日 - 1938年12月1日
- （兼）山下達喜 少佐：1938年12月1日[29] - 1939年2月20日[30]